# Саламон, Бартош
Ба́ртош Сала́мон (пол. Bartosz Salamon; 1 мая 1991, Познань, Польша) — футболист, центральный защитник клуба «Лех» и сборной Польши. Участник чемпионата Европы 2024.

## Клубная карьера
Саламон — воспитанник польского «Леха». В 2008 году он перешёл в молодёжную команду итальянской «Брешии». 3 мая в матче против «Модены» он дебютировал в Серии B в возрасте 17 лет, выйдя на замену во втором тайме. 17 января 2009 года в поединке против «Пизы» Бартош впервые провел на поле все 90 минут.
Летом 2010 года Саламон перешёл в «Фоджу» на правах аренды. 22 августа в матче против «Кавезе» он дебютировал за новый клуб. 21 ноября в поединке против «Ночерины» Бартош забил свой первый мяч за клуб. Летом 2011 года Саламон вернулся в «Брешию». 5 октября в матче против «Губбио» Бартош забил свой первый гол за команду.
31 января 2013 года Саламон подписал контракт с «Миланом» до 2017 года. Сумма трансфера составила 3,5 млн. евро. Не сыграв ни одного матча за «россонери» Бартош перешёл в «Сампдорию». 23 марта 2014 года в матче против «Эллас Верона» он дебютировал за новый клуб. Летом для получения игровой практики Саламон на правах аренды перешёл в «Пескару». 7 сентября в матче против «Тернаны» он дебютировал за новую команду. 12 сентября в поединке против «Болоньи» он забил свой первый гол за «Пескару». После окончания аренды Бартош вернулся в «Сампдорию».
Летом 2015 года Саламон перешёл в «Кальяри», заключив с клубом соглашение на пять лет. Сумма трансфера составила 1 млн. евро. 7 сентября в матче против «Кротоне» он дебютировал за новую команду. 9 декабря в поединке против «Виртус Ланчано» Бартош забил свой первый гол за «Кальяри». По итогам сезона Саламон помог клубу выйти в элиту. Летом 2017 года Бартош на правах аренды перешёл в СПАЛ. 27 августа в матче против «Удинезе» он дебютировал за новую команду.

## Международная карьера
Саламон выступал за юниорские сборные Польши различных возрастов. 26 марта 2013 года в матче отборочного турнира Чемпионата мира 2014 против сборной Сан-Марино он дебютировал за сборную Польши, выйдя на поле в стартовом составе.
Летом 2016 года в составе сборной Бартош принял участие в чемпионате Европы во Франции. На турнире он был запасным и на поле не вышел.